# Инфелд, Эмили
Эмили Инфелд (англ. Emily Infeld; род. 21 марта 1990 года в штате Огайо, США) — американская легкоатлетка, которая специализируется в беге на средние и стайерские дистанции.

## Достижения
- Бронзовый призёр чемпионата мира на дистанции 10 000 метро (2015).

## Результаты
| Год  | Турнир                   | Место проведения | Дистанция                   | Место | Время       |
| ---- | ------------------------ | ---------------- | --------------------------- | ----- | ----------- |
| 2013 | Чемпионат мира по кроссу | Быдгощ           | 8 км (личное первенство)    | 21    | 25:27       |
| 2013 | Чемпионат мира по кроссу | Быдгощ           | 8 км (командное первенство) | 4     | *90 баллов  |
| 2015 | Чемпионат мира           | Пекин            | 10 000 м                    | 3     | 31:43,49    |
| 2016 | Олимпийские игры         | Рио-де-Жанейро   | 10 000 м                    | 11    | 31:26,94 PB |